# John J. Jenkins

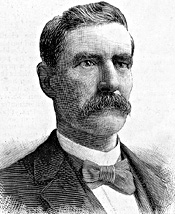
John J. Jenkins

John James Jenkins (* 24. August 1843 in Weymouth, England; † 8. Juni 1911 in Chippewa Falls, Wisconsin) war ein US-amerikanischer Jurist und Politiker. Zwischen 1895 und 1909 vertrat er den Bundesstaat Wisconsin im US-Repräsentantenhaus.

## Werdegang
John Jenkins besuchte zunächst die Schulen in seiner englischen Heimat. Im Jahr 1852 kam er mit seinen Eltern in die Vereinigten Staaten, wo sich die Familie in Baraboo (Wisconsin) niederließ. Während des Bürgerkrieges war Jenkins Soldat in einer aus Freiwilligen bestehenden Infanterieeinheit aus Wisconsin. Zwischen 1867 und 1870 war er Gerichtsdiener im Sauk County. 1870 zog er nach Chippewa Falls. Nach einem anschließenden Jurastudium und seiner Zulassung als Rechtsanwalt begann er in diesem Beruf zu arbeiten. Dabei wurde er auch juristischer Vertreter seiner neuen Heimatstadt. Politisch war Jenkins Mitglied der Republikanischen Partei. Im Jahr 1872 wurde er in die Wisconsin State Assembly gewählt. Zwischen 1872 und 1876 fungierte er als Bezirksrichter im Chippewa County. Danach war er von 1876 bis 1880 Bundesstaatsanwalt im Wyoming-Territorium. Anschließend kehrte er nach Chippewa Falls zurück, wo er wieder als Anwalt praktizierte.
Bei den Kongresswahlen des Jahres 1894 wurde Jenkins im zehnten Wahlbezirk von Wisconsin in das US-Repräsentantenhaus in Washington, D.C. gewählt, wo er am 4. März 1895 die Nachfolge von Nils P. Haugen antrat. Nach sechs Wiederwahlen konnte er bis zum 3. März 1909 sieben zusammenhängende Legislaturperioden im Kongress absolvieren. Seit 1903 vertrat er dort den damals neugeschaffenen elften Distrikt seines Heimatstaates. Zwischen 1903 und 1909 war Jenkins Vorsitzender des Justizausschusses. Während seiner Zeit als Kongressabgeordneter kam es im Jahr 1898 zum Spanisch-Amerikanischen Krieg.
Im Vorfeld der Wahlen des Jahres 1908 wurde Jenkins von seiner Partei nicht für eine weitere Legislaturperiode nominiert. Im Mai 1910 wurde er von US-Präsident William Howard Taft zum Richter am Bundesbezirksgericht für Puerto Rico ernannt. Dieses Amt bekleidete er als Nachfolger von Bernard Shandon Rodey bis zu seinem Tod am 8. Juni 1911 in Chippewa Falls.